# Крус, Дженева
Джене́ва Мендо́за Крус  (англ. Geneva Mendoza Cruz; 2 апреля 1976, Манила, Филиппины) — филиппинская певица и актриса. За свою карьеру, длившуюся с 1989 года, она записала 6 музыкальных студийных альбомов и сыграла более чем в 10-ти фильмах и телесериалах.

## Личная жизнь
В 1990-х годах Дженева была замужем за музыкантом Пако Ареспакочагой. В этом браке Крус родила своего первенца — сына Хевена Ареспакочагу (род.1995).
В 2004—2013 года Дженева была замужем за актёром Ки Си Монтерой (род.1978).
В настоящее время Дженева состоит в фактическом браке с Ли Полсеном, с которым она помолвлена с 19 августа 2013 года. В этих отношениях Крус родила своего второго ребёнка и первую дочь — Лондон Полсен (род. 10 мая 2014).
9 марта 2022 года Круз получила звание сержанта в резерве ВВС Филиппин после окончания курса военной подготовки.